# Lauri Ingman
Lauri (Lars Johannes) Ingman, född 30 juni 1868 i Östermark, död 25 oktober 1934 i Åbo, var en finländsk teolog och politiker (samlingspartist). 

## Biografi
Ingman blev filosofie kandidat 1892, teologie licentiat 1900. År 1895 blev han lektor i Vasa finska lyceum och  1901 assistent vid teologiska fakulteten vid Helsingfors universitet. Han blev professor i praktisk teologi vid Helsingfors universitet 1916 och teologie hedersdoktor vid Uppsala universitet 1932. Från 1930 var han Finlands ärkebiskop.
Som politiker var Ingman representant för prästerskapet i Borgå stift vid lantdagen 1905–1906, ledamot av enkammarlantdagen 1907–1918 och av riksdagen 1922. Han var dessutom ledamot av kyrkomötet 1913, 1923 och 1928 samt statsminister 27 november 1918–17 april 1919 och 31 maj 1924–31 mars 1925 och kyrko- och undervisningsminister 1920–1921 i Rafael Erichs ministär, 1925–1926 i Antti Tulenheimos ministär och Kyösti Kallios andra ministär samt 1928–1929 i Oskari Manteres ministär.
Ingman har i sitt författarskap behandlat exegetiska, religionspedagogiska och politiska frågor. Han var även verksam som publicist.
Ingman blev kommendör med stora korset av Kungliga Nordstjärneorden 1929.
Han är begravd på Sandudds begravningsplats i Helsingfors.